# 羅思安
羅思安（Svend Robinson，1952年3月4日—），加拿大政治人物，1979年至2004年間以加拿大新民主黨黨員身份擔任加拿大國會下議院議員，先後代表卑詩省的本拿比選區、本拿比—京士威選區和本拿比—道格拉斯選區。他是加拿大首位在任期間公開同性戀身份的國會議員。

## 背景
羅思安於美國明尼蘇達州明尼阿波利斯出生，父親羅賓遜（Wayne Robinson）為大學教授，丹麥裔母親詹森（Edith Jensen）則任護士。一家因反對越戰而於1960年代中遷居加拿大，在卑詩省本拿比落戶。抵加後羅思安就讀於本拿比北中學，期間曾陪同母親協助加拿大新民主黨候選人競選。
中學畢業後他在卑詩大學科學系完成醫學預科，原打算成為兒科醫生，但因對政治感到興趣而改為修讀法律，1976年從該校法學院畢業，後到倫敦政治經濟學院進行國際法律研究生工作。他於1978年取得卑詩省大律師和事務律師資格，後於羅拔嘉德納律師事務所（Robert Gardner and Associates）執業至1979年。

## 從政
1979年聯邦大選，羅思安代表新民主黨競逐下議院本拿比選區議席並告當選，首度晉身國會。他在往後25年先後在該選區、本拿比—京士威選區和本拿比—道格拉斯選區連任，為卑詩省在任最久的下議院議員之一，並長期任職新民主黨影子內閣評議員，負責司法和外交等範疇。
時任總理老杜魯多於1980年展開加拿大憲法本國化程序，同年10月就此成立上下兩院特別聯席委員會以徵詢國民意見。羅思安獲任命為聯席委員會兩名新民主黨黨籍成員之一，並爭取將環境列入《加拿大權利與自由憲章》所涵蓋的權利；然而他就此所提出的動議以2票對22票被否決。
他其後仍關注環保議題和國內外原住民權益，1985年於海達瓜依阻止砍伐古生樹林而被罰款750元，1993年於溫哥華島西岸進行類似抗議活動時抵觸法庭頒布的禁制令，翌年被裁定藐視法庭罪名成立並判監14天，但只服了九天刑期。他亦曾於沙勞越本南族人架設的路障旁阻止當地伐木活動，招來時任馬來西亞首相马哈迪·莫哈末譴責。他獲海達族長老賜予族名「白天鵝」（Tethunadas）。
羅思安於1980年代初開始高調支持LGBT權益，並出席溫哥華的同志驕傲遊行，但未有正式公佈性取向。1988年聯邦大選前，他意識到對手有意以此為題向他攻擊，而另一方面國內LGBT權利運動家亦向他施壓，要求他盡早出櫃。他遂於1988年2月公開同性戀身份，成為加拿大首位出櫃的在任國會議員。2003年他在下議院引入私人草案，爭取將性取向加入聯邦仇恨犯罪法案覆蓋的類別之一；草案以143票對110票獲通過。
他多年來反對美國外交政策，並曾於美國總統列根在下議院議事廳演講時率領一群新民主黨國會議員起哄。他曾活躍反對南非種族隔離政策；1994年該國舉行種族隔離政策廢除後首場大選，他隨加拿大代表團到當地考察。他在以巴衝突中主要支持巴勒斯坦方面；2002年他到訪中東，並指責以軍在傑寧干犯戰爭罪行。受這番爭議言論影響，新民主黨黨魁麥當諾（Alexa McDonough）一度將當時身為該黨國際事務評議員的羅思安調離中東事務。
羅思安支持安樂死合法化，1990年代初曾協助肌萎縮性脊髓側索硬化症病人蘇·羅德里格斯爭取有權進行安樂死。羅德里格斯的法律挑戰雖然失敗，但羅思安仍安排一名醫生於1994年2月為她進行安樂死，期間羅思安陪伴在側。國會最終在2016年6月立法通過局部允許安樂死。
他於1995年競逐聯邦新民主黨黨魁職務，以求接替請辭的麥拉夫連（Audrey McLaughlin）。首輪投票後羅思安領先，奈斯特倫（Lorne Nystrom）則以最低票被淘汰出局。然而，大部分原支持奈斯特倫的黨代表改為支持麥當諾而非羅思安。羅思安意識到自己在第二輪投票的勝算甚低，因此決定棄選，麥當諾遂自動當選。

## 離開政治、近期發展
2004年4月，羅思安承認在溫哥華一場拍賣會中偷取一枚估值逾2萬1千元的鑽戒。案發數天後他將鑽戒歸還予拍賣所，並向皇家騎警自首。他承認一項偷竊超過5000元財物的控罪，獲判有條件釋放且不留案底，但需守行為一年並服100小時社區服務令。他亦放棄在同年聯邦大選中競逐連任，由長年擔任他選區助理的苗錫誠代為上陣並告當選。羅思安其後確診患有循環性情感症（即雙相情緒障礙症之一種形式）。卸任議員後，羅思安獲卑詩省政府及服務僱員工會聘用為仲裁員和倡議員。
2006年聯邦大選他捲土重來，代表新民主黨競逐溫哥華中選區下議院議席，但敗予爭取連任的自由黨候選人費凱迪。敗選後他受聘於國際公共服務聯會，後則轉職抗擊愛滋病、結核病和瘧疾全球基金以統籌其議員聯繋工作，並遷居瑞士日内瓦。
2019年聯邦大選他代表新民主黨競逐本拿比北—西摩選區下議院議席，不敵連任的自由黨候選人黃志峰。

## 個人生活
羅思安出櫃前曾於1972年與中學女友菲沙（Patricia Fraser）結婚；該段婚姻於1975年結束。他自1994年起與里弗隆（Max Riveron）維持伴侶關係。
他於1997年12月在加利亞諾島渡假時失足墮下18米懸崖，顎骨和腳踝斷裂。

## 外部連結
- （英文）羅思安 – 加拿大国会传记